# Československá basketbalová liga 1954-1955
La Československá basketbalová liga 1954-1955 è stata la 27ª edizione del massimo campionato cecoslovacco di pallacanestro maschile. La vittoria finale è stata ad appannaggio dell'ATK Praga.

## Risultati

### Stagione regolare
|     | Squadra                | G  | V  | P  | PF   | PS   | Pt. | Qualificazione |
| --- | ---------------------- | -- | -- | -- | ---- | ---- | --- | -------------- |
| 1.  | ATK Praga              | 18 | 17 | 1  | 1285 | 985  | 17  |                |
| 2.  | Spartak ZJŠ Brno       | 18 | 14 | 4  | 1326 | 1094 | 14  |                |
| 3.  | Slávia Bratislava      | 18 | 14 | 4  | 1231 | 1046 | 14  |                |
| 4.  | Spartak Praga Sokolovo | 18 | 11 | 7  | 1212 | 1178 | 11  |                |
| 5.  | Sokol Ostrava          | 18 | 8  | 10 | 1087 | 1081 | 8   |                |
| 6.  | Dynamo Praga           | 18 | 7  | 11 | 1231 | 127S | 7   |                |
| 7.  | Slovan Bratislava      | 18 | 7  | 11 | 1033 | 1155 | 7   |                |
| 8.  | Slavia Brno            | 18 | 6  | 12 | 1091 | 1323 | 6   |                |
| 9.  | Tesla Žižkov           | 18 | 3  | 15 | 974  | 1172 | 3   | retrocesse     |
| 10. | Slavia VŠE Praga       | 18 | 3  | 15 | 1048 | 1246 | 3   | retrocesse     |

| Československá basketbalová liga 1954-1955 |
| ------------------------------------------ |
| ATK Praga 2º titolo                        |

## Formazione vincitrice
| N° | Naz.                      | Ruolo | Sportivo         |  | Alt. |  |
| -- | ------------------------- | ----- | ---------------- |  | ---- |  |
|    | Cecoslovacchia (bandiera) | C     | Miroslav Škeřík  |  | 196  |  |
|    | Cecoslovacchia (bandiera) | P     | Jaroslav Šíp     |  | 180  |  |
|    | Cecoslovacchia (bandiera) |       | Jiří Matoušek    |  | 194  |  |
|    | Cecoslovacchia (bandiera) |       | Jaroslav Tetiva  |  | 196  |  |
|    | Cecoslovacchia (bandiera) |       | Jiří Tetiva      |  |      |  |
|    | Cecoslovacchia (bandiera) |       | Radoslav Sís     |  |      |  |
|    | Cecoslovacchia (bandiera) |       | Vladimír Lodr    |  |      |  |
|    | Cecoslovacchia (bandiera) |       | Douša            |  |      |  |
|    | Cecoslovacchia (bandiera) |       | Vlastimil Čermák |  |      |  |
|    | Cecoslovacchia (bandiera) |       | Kadlec           |  |      |  |
|    | Cecoslovacchia (bandiera) | All.  | Soudský          |  |      |  |

## Fonti
- Ing. Pavel Šimák: Historie československého basketbalu v číslech (1932-1985), Basketbalový svaz ÚV ČSTV, květen 1985, 174 stran
- Ing. Pavel Šimák: Historie československého basketbalu v číslech, II. část (1985-1992), Česká a slovenská basketbalová federace, březen 1993, 130 stran
- Juraj Gacík: Kronika československého a slovenského basketbalu (1919-1993), (1993-2000), vydáno 2000, 1. vyd, slovensky, BADEM, Žilina, 943 stran
- Jakub Bažant, Jiří Závozda: Nebáli se své odvahy, Československý basketbal v příbězích a faktech, 1. díl (1897-1993), 2014, Olympia, 464 stran